# Urinal
Et urinal er en kumme, som regel væghængt, hvori mænd stående kan lade deres vand/urin. Urinaler er en del af inventaret i et pissoir.
- Wikimedia Commons har flere filer relateret til Urinal

| Byggeri og bygningsdele | Spire Denne artikel om byggeri og bygningsdele er en spire som bør udbygges. Du er velkommen til at hjælpe Wikipedia ved at udvide den. |